# Золотов, Роман Вячеславович
Роман Вячеславович Золотов (род. 13 февраля 1974, Москва) — российский хоккеист, защитник. Мастер спорта России международного класса.

## Биография
Воспитанник СДЮШОР «Динамо» Москва. Начинал играть во второй команде «Динамо», дебютировав в сезоне 1990/91. 10 марта (по другим данным — 13 марта) 1992 года провёл первый матч за «Динамо» в чемпионате. Вошёл в составе «Динамо» в сезоне 1993/94. Вторую половину сезона 2001/02 отыграл за ЦСКА, после чего на сезон вернулся в «Динамо». Сезон 2003/04 начал в воскресенском «Химике», но завершил карьеру из-за артроза.
На драфте НХЛ 1992 года был выбран в 6-м раунде под общим 127-м номером клубом «Филадельфия Флайерз».

## Достижения
- Чемпион МХЛ (1995) и России (2000)
- Обладатель Кубка МХЛ (1996)
- Второй призёр чемпионата МХЛ (1994) и России (1999)
- Финалист Кубка МХЛ (1994)
- Финалист Кубка России (1998)
- Финалист Кубка Европы (1993)
- Финалист Евролиги (1996, 1997, 1999)
- Бронзовый призёр чемпионата Европы среди юниоров (1992)